# Представништва Републике Српске у иностранству
Привредна представништва Републике Српске, немају дипломатски статус, већ за циљ имају промоцију Републике Српске у иностранству, као и довођење страних инвеститора, који би својим уложеним капиталом, отворили нова радна мјеста и унаприједили разне аспекте живота у Републици Српској. Република Српска је један од два равноправна ентитета у међународно признатој држави Босни и Херцеговини. Она је јединствен и недјељив уставноправни ентитет који самостално обавља своје уставотворне, законодавне, извршне и судске функције.
Припадају јој све државне функције и надлежности осим оних које су изричито у надлежности институција Босне и Херцеговине. Овлашћена је да може успостављати специјалне паралелне односе са Србијом.
Влада Републике Српске је у циљу унапрјеђења свих облика сарадње са институцијама и организацијама у иностранству основала 9 привредних представништава. Државе у којима су до сада отворена представништва Републике Српске су: (Белгија, Израел, Кина, Русија, Србија, Њемачка, Аустрија, Грчка, Сједињене Америчке Државе). По Уставу, предсједник Републике својим указом, на приједлог Владе, поставља и опозива шефове представништава Републике Српске у иностранству и предлаже амбасадоре и друге међународне представнике Босне и Херцеговине из Републике Српске.

## Представништва

### Активна
Република Српска је члан Скупштине европских региона (енгл. Assembly of European Regions, AER) која пружа подршку регијама у процесу европског проширења, а захваљујући чланству у овој организацији има право да у иностранству отвара привредна представништва.

#### Белгија
Након учлањења Републике Српске у организацију Европских скупштина регија, током 2008. година створена је могућност да Српска добије своје представништво у сједишту Европске уније како би у европском центру моћи могла лакше да долази до важних информација. Представништво је смјештено у Бриселу, а шеф представништва је Марио Ђурагић.

#### Кина
У јулу 2023. године Влада је донијела одлуку да ће девето представништво Српске у иностранству бити отворено у Кини са чијим је привредним субјектима Република Српска у протеклом периоду остварила запажену сарадњу. Сједиште представништва ће бити у Шангају, а оснива се ради обављања послова за потребе Републике Српске у области привредне, научнотехничке, културне, просвјетне, социјалне, информативне, спортске и остале сарадње са субјектима у Кини.

#### Француска
На основу Одлуке Владе Републике Српске од 4. априла 1996. основано је Представништво Републике Српске у Француској, са сједиштем у Паризу, а за првог шефа представништва, Указом Предсједника Републике Српске је именован Миодраг Јанковић.
На основу одлуке Владе Републике Српске у фебруару 2025. Представништво Републике Српске у Француској ће бити поново отворено. Влада Републике Српске је усвојила одлуку о оснивању Представништва Српске у Француској те овластила министра за европске интеграције и међународну сарадњу да потпише пуномоћ за предузимање правних радњи у вези са регистрацијом и отварањем представништва.

#### Израел
Представништво је смјештено у Јерусалиму, а шеф представништва је Ајал Горен. Представништво Републике Српске у Израелу отворено је 1998. године. како би се остварила привредна, научна, културна и спортска сарадња Израела и Републике Српске.

#### Сједињене Америчке Државе
Република Српска настављајући са пројектом јачања мреже својих представништава задужених за промоцију Српске и привлачење страних инвестиција, 11. октобра 2013. отворила је представништво у САД, смјештено у Вашингтону у непосредној близини Бијеле куће. Тренутни шеф представништва је Дрина Властелић-Рајић, која је прије тог обављала функцију савјетника шефа представништва.

#### Русија
Представништво Републике Српске у Русији је отворено у Москви 3. марта 2010. године. Основни задатак представништва је промовисање Републике Српске и могућности за инвестирање у Српску. Тренутни шеф представништва је Душко Перовић.
Током 2016. године Министар трговине и туризма Републике Српске Предраг Глухаковић рекао је да ће Република Српска ускоро у Санкт Петербургу отворити отворити још једно представништво.

#### Србија
У циљу унапрјеђења односа између Републике Српске и тадашње Савезне Републике Југославије у Београду је 1992. године основан Економски биро, који је 1993. године трансформисан у Биро Републике Српске у Савезној Републици Југославији. 
Биро је обављао послове који су се односили на: унапређење и развијање политичких, економских, културних и других односа са СР Југославијом, као и послове на пружању помоћи избјеглицама, координацији послова у заштити бораца, ратних и мирнодопских војних инвалида и њихових породица, као и цивилних жртава рата. Након завршетка Одбрамбено-отаџбинског рата 1996. године биро се трансформисао у Представништво Републике Српске у СР Југославији. Одлуком Владе Републике Српске из 2002. године представништво Републике Српске у СР Југославији добија свој коначан облик и статус. Шеф представништва је Млађен Цицовић, а представништво је смјештено на адреси Булевар Деспота Стефана 4/4.

#### Њемачка
Представништво Републике Српске у Њемачкој основано је 2009. године са циљем економске промоције Републике Српске и привлачења већих инвестиција у Српску. Штутгарт је одабран пошто је он један од привредних центара Њемачке, али и због тога што у том региону живи велики број грађана Републике Српске. Шеф представништва је Мићо Ћетковић.

#### Аустрија
Представништво у Аустрији је отворено у марту 2012. године у Бечу. Иницијатор за отварање представништва је Влада Републике Српске, а циљ је да се поспијеши сарадња у привредном сегменту и привуку инвестиције. Шеф представништва је Младен Филиповић.

#### Грчка
2015. године у Солуну је отворено Представништво Републике Српске у Грчкој, а за шефа представништва је именована Јелена Јовановић. Ово представништво је отворено са циљем да ради на привредним и контактима у области образовања и културе, те хуманитарнима акцијама.

### Бивша представништва

#### Кипар
Почетком 2017. године премијерка Републике Српске Жељка Цвијановић ја најавила могуће оснивање деветог представништва Републике Српске, представништва на Кипру када буду испуњене све претпоставке и ако буде било потребе за тим.
Влада Републике Српске, је током 2017. године основала девето представништво Републике Српске у Кипарској Републици, са сједиштем у главном граду Никозији. Одлука о оснивању овог представништва објављена је у „Службеном гласнику РС”, гдје је наведено и да ће ова институција обављати послове за потребе Српске у области привреде, те научно-техничке, културне, просвјетне, социјалне, информативне и друге сарадње са субјектима у Кипру. Представништво ће обављати послове у складу са Уредбом о условима за оснивање и рад представништава РС у иностранству.